# Рене Симон
Рене́ Симо́н (фр. René Simon; нар. 18 травня 1898, Сент-Савін, Об, Франція — †17 лютого 1971, Париж, Франція) — французький актор, засновник курсів свого імені у Парижі.

## Життєпис
Рене Симон народився 18 травня 1898 року в Сент-Савіні, департамент Об у Франції.
Навчався в Національної консерваторії у Жуля Труф'є (1856—1943). Деякий час працював в театрі Комеді Франсез, дебютувавши у п'єсі Мольєра «Скупий», але через два роки залишив сцену, зайнявшись педагогічною діяльністю. У 1925 році Рене Сімон заснував першу приватну школу драматичного мистецтва у Франції, ставши визнаним майстром театральної педагогіки.
У 1937-у році став професором Національної консерваторії драматичного мистецтва, де викладав до виходу на пенсію у 1968-му.
Помер Рене Симон 17 лютого 1971а року в Парижі, похований на кладовищі міста Юзес. Батько французького радіо- і телеведучого Фабріса Симона-Бессі.
Рене Симон був учасником Першої світової війни, поранений. Удостоєний ордену Почесного легіону (офіцер).

## Фільмографія
| Рік  | Українська назва | Оригінальна назва    | Роль             | Примітки         |
| ---- | ---------------- | -------------------- | ---------------- | ---------------- |
| 1939 | Ідеальна мода    | La mode rêvée        |                  | короткометражний |
| 1948 | Спогади в очах   | Aux yeux du souvenir | грає самого себе |                  |
| 1964 | Тундра           | Les siffleurs        |                  |                  |